# Det våras för rymden

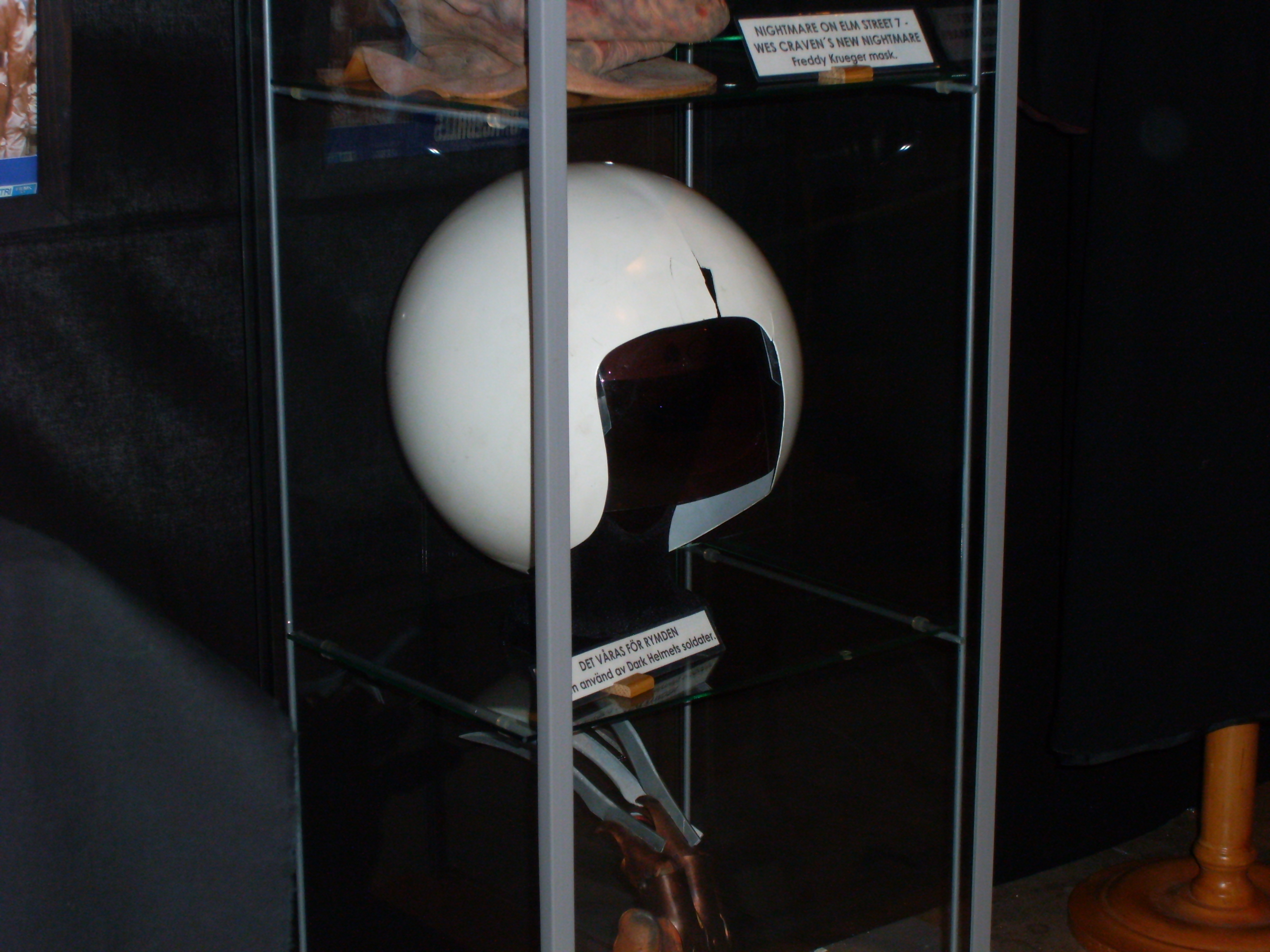
En hjälm från filmen på Stockholmsmässan 2010.

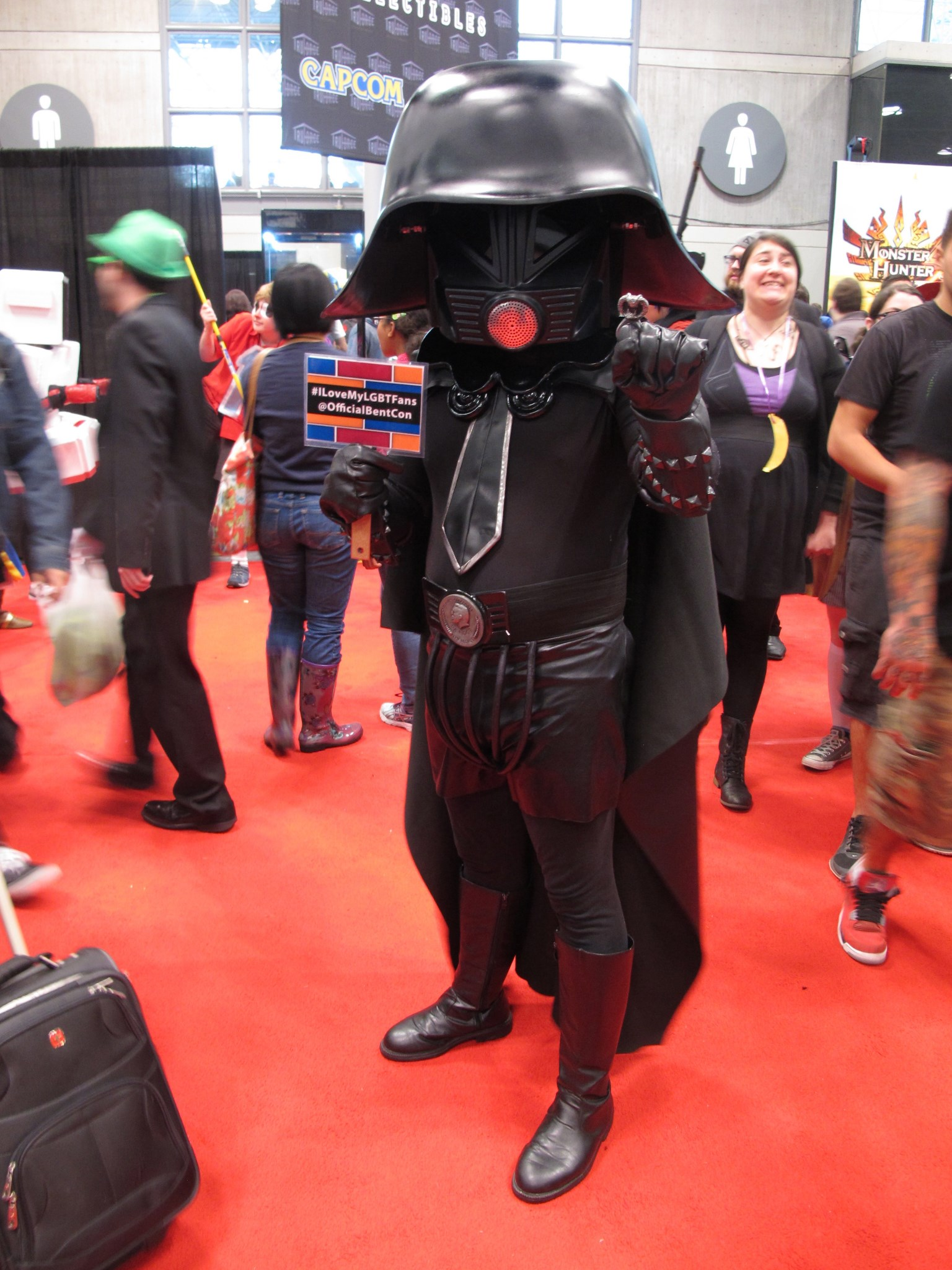
En person utklädd till Dark Helmet.

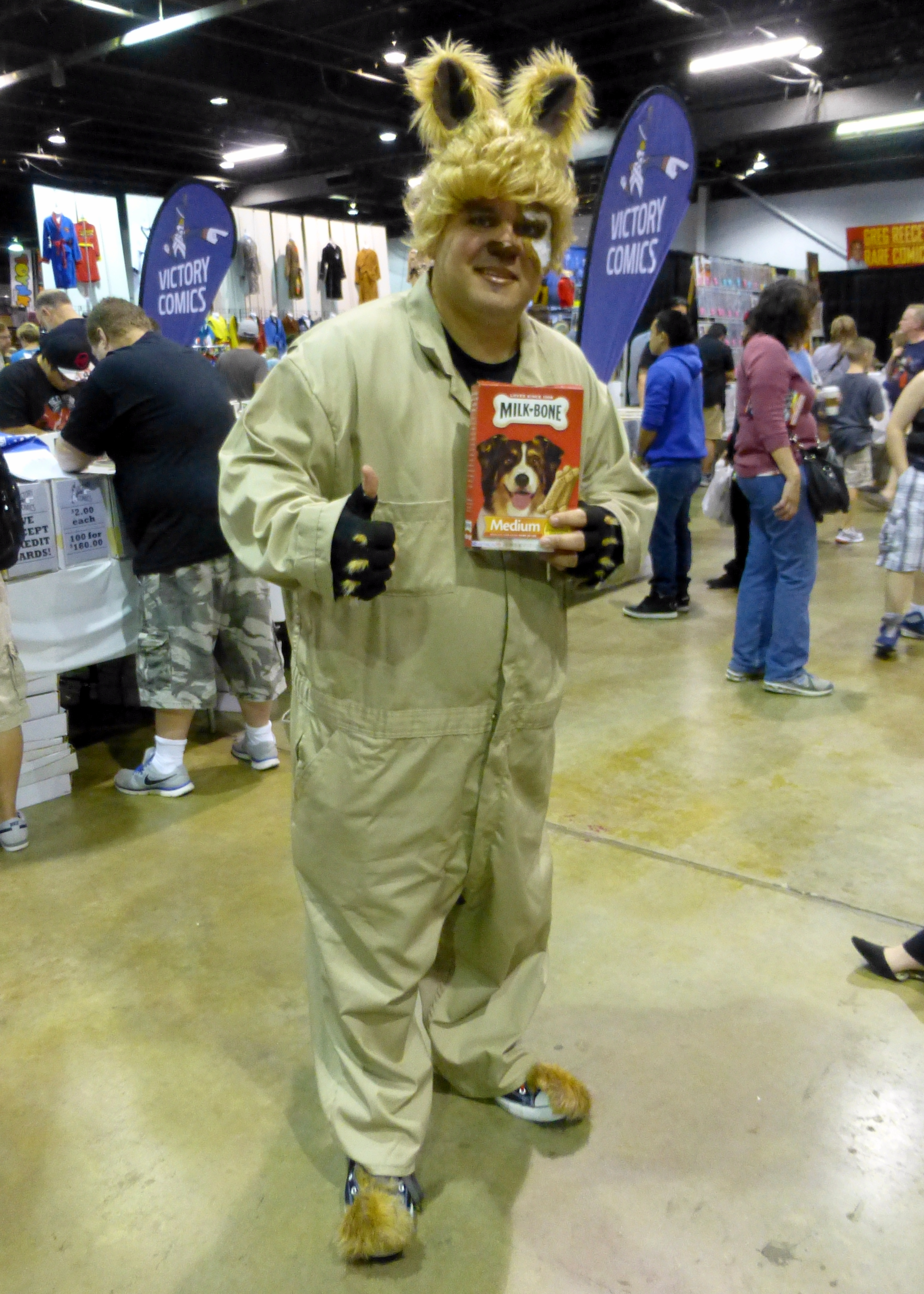
En person utklädd till Barf.

Det våras för rymden (engelska: Spaceballs) är en amerikansk science fiction-komedifilm i regi av Mel Brooks. Den parodierar flera science fiction-filmer, framför allt Stjärnornas krig, och hade biopremiär i USA den 24 juni 1987.
2008 startades en animerad TV-serie, Spaceballs: The Animated Series, baserad på filmen.

## Handling
Huvudpersonerna i filmen är hjälten Lone Starr (Bill Pullman) och hans medhjälpare Barf ("Kräks", John Candy), vilken är en "mund"; Det vill säga han är hälften man och hälften hund (Citat: "Jag är min egen bästa vän!"). Dessa två ger sig ut i sin "rymdbuss" (bussliknande rymdfarkost) för att rädda Prinsessan Vespa (Daphne Zuniga), som flytt från sitt bröllop. Samtidigt planerar rymdbollarna (Spaceballs) att stjäla all luft från prinsessans hemplanet Druidia. Dessa, med den elake Mörka hjälmen (Rick Moranis) i spetsen, har kidnappat prinsessan för att få hennes far, kung Roland av Druidia (Dick Van Patten), att avslöja koden till öppningen i hans planets "luftsköld", då rymdbollarna vill ersätta sin egen planets syrefattiga och smutsiga luft med luften från Druidia.
Lone Starr och Barf räddar prinsessan, och hennes robot Dot Matrix (röst av Joan Rivers) lyckas med nöd och näppe undkomma rymdbollarna, men deras bränsle tar slut och de kraschlandar i öknen på en öde planet. Efter lång tid av vandring i stekande hetta kollapsar sällskapet, men räddas av ett gäng kortväxta varelser, vilka för dem till den store profeten Yoghurt (Mel Brooks) som håller till i ett tempel under marken. Yoghurt lär Lone Starr de mystiska krafterna i Staken (Schwartz). Prinsessan kidnappas dock igen av rymdbollarna. Lone Starr tar upp jakten på prinsessan. De lyckas rädda prinsessan, men Rymdboll ett, som är Mörka hjälmens rymdfarkost, har nått planeten Druidia, och skall precis påbörja sitt arbete med att tömma planeten på luft. Rymdboll ett har genomgått en förvandling och ser nu ut som Frihetsgudinnan med en dammsugare ("Mega Maid") att suga upp luften med. Lone Starr konfronterar Mörka hjälmen, och lyckas efter en strid trycka på självutplåningsknappen i farkosten Rymdboll ett och måste tillbaka till rymdbussen. Lone Starr, Barf och prinsessan flyr, och så även samtliga i besättningen ombord på Rymdboll ett, utom tre personer som inte hinner med någon nödfarkost; Mörka hjälmen, överste Sandurz och Rymdbolls president Skroob (Mel Brooks). Dessa tre överlever dock när Rymdboll ett exploderar, då de befinner sig i dess huvuddel, vilken faller rakt ned på en planet bebodd av apor.
I rymdbussen skjutsar Lone Starr och Barf prinsessan tillbaka till Druidia, där hon välkomnas hem av sin far, Kung Roland, samt den man som hon flytt undan vid bröllopet: Brudgummen prins Valium, galaxens sista kvarvarande prins. Lone Starr lämnar planeten, och Vespa ser ut att vara tvungen att äkta den mycket sömniga prins Valium, men helt plötsligt, mitt under bröllopsceremonin, dyker Lone Starr upp igen. Han har i ett hologram från Yoghurt fått reda på innehållet i den för honom oläsliga texten på den medaljong han bär runt halsen; Yoghurt kunde tyda den, och där står att Lone Starr inte är någonting mindre än en son till en kung och en drottning - alltså en prins. Rymdbussen sätter återigen fart mot Druidia. Vespa knuffar bort prins Valium från altaret och slutligen står bröllopet mellan henne och prins Lone Starr.
Filmen bryter ibland den fjärde väggen, till exempel då de på Mörka hjälmens rymdfarkost Rymdboll ett själva tittar på nuet i filmen Det våras för rymden. Två andra exempel är då Mörka hjälmens styrkor vid ett tillfälle av misstag råkar gripa stuntmännen, och en gång då Mörka Hjälmen råkar döda en kameraman med sitt lasersvärd.

## Rollista (i urval)
| Mel Brooks      | – President Skroob/Yogurt            |
| Rick Moranis    | – Dark Helmet                        |
| Bill Pullman    | – Lone Starr                         |
| Daphne Zuniga   | – Prinsessan Vespa                   |
| John Candy      | – Barf/Kräks (Barfolomew/Kräkismund) |
| George Wyner    | – Överste Sandurz                    |
| Lorene Yarnell  | – Dot Matrix                         |
| Joan Rivers     | – Dot Matrix (röst)                  |
| Dick Van Patten | – Kung Roland                        |
| Dom DeLuise     | – Pizza the Hutt (röst)              |

## Parodier
Det våras för rymden parodierar främst filmerna om Stjärnornas krig, men även Star Trek, Alien och Apornas planet.
I filmen återfinns många referenser till kända science fiction-filmer. Några av dessa listas nedan.

### Rollfigurer
- Lone Starr kombinerar karaktärsdrag från hjältarna Han Solo och Luke Skywalker i Stjärnornas krig. Hans klädsel påminner dock mer om Indiana Jones klädsel än Han Solos, då han i första scenen ses bära fedorahatt.
- Prinsessan Vespa är en humoristisk gestaltning av Leia Organa från Stjärnornas krig och har i en scen på sig hörlurar som ser ut som Leias ihoprullade hårflätor. Hennes titel, Druish Princess, låter lite som Jewish Princess och anspelar på pejorativet JAP, eller Jewish-American Princess – en stereotyp som implicerar ytlighet, materialism och själviskhet. Hennes ständige följeslagare Dot Matrix skall föreställa en parodi på C-3PO, även denne från Stjärnornas krig.
- President Skroob, rymdbollarnas ledare, är en parodi på Kejsar Palpatine från Stjärnornas krig. Trots att han är filmens motsvarighet till Palpatine skiljer han sig från den tidigare genom att vara en vanlig modern president utan övernaturliga krafter.
- Pizza the Hutt är en parodi på Jabba the Hutt i Stjärnornas krig. Pizza the Hutt är dock täckt med smält ost. Namnet och osten hänvisar till snabbmatskedjan Pizza Hut.
- Mörka hjälmen är rymdbollarnas andreman och en uppenbar parodi på Darth Vader från Stjärnornas krig.
- Snotty som sköter transportören åt president Skroob är en parodi på Scotty från Star Trek: The Original Series. Han talar med en typisk skotsk brytning, är klädd i kilt och en skotsk hatt. Istället för att använda kult-repliken "Beam him up Scotty," säger Commanderette Zircon "Snotty, beam him down." Snotty anspelar även på den skotska whisky-kulturen när han i en scen räknar upp: "Lock one, Lock two, Lock three... Loch Lomond".

### Platser
I filmen finns flera planeter och platser som visar slående likheter med platser ur andra science fiction-filmer. De främsta likheterna är med platser från Stjärnornas krig-filmerna.
- Druidia är en planet som till större delen befolkas av druider, därav namnet på planeten. Druidia är en fredlig monarki som styrs av konung Roland som är far till prinsessan Vespa. Runt planeten Druidia har man byggt en luftsköld som hindrar ondsinta från att stjäla den, vilket är vad de onda "rymdbollarna" ämnar göra, eftersom de förstört sin egen planets atmosfär. Luftskölden har en öppning för rymdfarkoster, vars lucka det krävs en viss sifferkod för att öppna. Koden lyder 12345. Druidias kännetecknas av ett alpliknande landskap.
- Spaceball, på svenska även Rymdboll, är en planet som främst, eller enbart, befolkas av rymdbollar. Politiskt är planeten republik och leds av president Skroob. Huvudstaden Spaceball City (på svenska "Rymdbo") har klotformade hus. På grund av vanstyre har planeten fått stora miljöproblem i form av en förstörd atmosfär med rådande luftbrist som följd.
- Vega är en måne med ökenklimat och oändliga sanddyner. Till invånarna hör det kortväxta folket dinker. Här har också den vise varelsen Yoghurt sitt underjordiska palats, där han arbetar med marknadsföring av filmen och tillhörande samlarobjekt. Vega är en parodi på planeten Tatooine, från Stjärnornas krig.
- Jakt i en rymdskeppskorridor förekommer i en scen, vilket liknar flykten i den första Alien-filmen.

### Filmer och TV-serier
- Alien: skådespelaren John Hurt upprepar sin roll Kanes dödsscen från filmen.
- Apornas planet: En bit av rymdfarkosten Rymdboll ett kraschlandar på en planet bebodd av apor.
- Polisskolan-filmerna: parodieras genom skådespelaren Michael Winslows kända ljudeffekter. Winslow gör även en cameoroll som en radartekniker på Spaceball One.
- Star Trek: Spocks berömda "Vulcan Neck Pinch" i scenen där Lone Starr försöker förstöra Spaceball One, samt transportörscenen med Snotty.
- Transformers: Spaceball Ones alternativa form "Mega Maid".